# DEMON TUNE
『DEMON TUNE』（デーモンチューン）は、小玉有起による漫画作品。『ジャンプスクエア』（集英社）2018年2月号から2019年1月号まで連載、『少年ジャンプ+』（集英社）に移籍し2019年1月4日から2019年5月2日まで連載された。

## ストーリー
来る者を拒まないが、歓迎もしない街、ウイザードシティ。この町では、人間を悪魔化する『悪魔調律（デーモンチューン）』を行った人間がはびこっている。そのウイザードシティにある、「ネバーランド」というクラブに連れてこられた妖精のフランは、忍者・小雪丸と出会う。小雪丸は“天災の巻物”の情報を知るがゆえに、ギャングのヴィンセントに捕まり拷問を受けていたのだった。フランの回復魔法により回復した小雪丸は、ギャングたちの拘束から逃げ出すことに成功する。
小雪丸とフランは、小雪丸の父親である忍者・雪丸と再会するため時計台を目指す。ところが今度は、『天災の巻物』を狙うグレッドの一味、悪魔調律師（デーモンチューナー）のスキニー・ゲートに襲われる。危うい目にあう２人であったが、 MBI（魔法捜査局）のシンカとアレックスの２人に助けられる。小雪丸は、父・雪丸が瀕死の状態でMBIで収容されていること、ブギーマンに魔法をかけられているため回復できないことを知り、ウイザードシティの闇の元凶・ブギーマンを追うため、MBIに協力することになる。

## 登場キャラクター

### 主要人物
小雪丸（こゆきまる）
本作の主人公の忍者。父・雪丸と共に『天災の巻物』を届ける任務のため、ウイザードシティにやってきた。鼻が利き、臭いだけで悪魔調律師を嗅ぎ分けることができる。
フランファッファッフルリンクルス
通称フラン。回復の魔法を使う妖精。自分の店を持つという夢を抱きウイザードシティにやって来たが、ギャングに攫われた先で小雪丸と出会う。

### MBI（魔法捜査局）
シンカ＝ブリンカ
MBI（魔法捜査局）に協力する悪魔調律師で、魔法道具のブローカー。ブギーマンを捕えるため、鍵となる天災の巻物について知る小雪丸に近づいてくる。『超巨大商店（ボルテックスマート）』という魔法を使用する。
アレクシス＝レイン
通称：アレックス。MBI（魔法捜査局）に協力する悪魔調律師で、本業は賞金稼ぎ。シンカと共に小雪丸を捕えた。『感情移入弾（コール・アンド・レスポンス）』という魔法を使用する。
サハラ
MBI（魔法捜査局）の局員で、ゼスの部下。悪魔調律師（デーモンチューナー）。魔動で命じたことを遂行する鳥を操り、遠隔でゼスを補佐する。『色取取鳥（イロトリドリトリ）』という魔法を使用する。
ゼス＝アンダーソン
MBIエージェント司令官。シンカやアレックスの上司にあたる。悪魔調律を受けていない人間だが、腕に装着した『魔動ガントレット』で魔法を操る。
キース＝アンダーソン
ゼスの義弟で、MBIに所属する医師。雪丸を治療するふりをして殺そうとしていた。ブギーマンを生み出した黒幕。

### その他の人物
ブギーマン
ウイザードシティの諸悪の根源。人間に悪魔細胞を移植する『悪魔調律（デーモンチューン）』を行う。顔に穴が空いても死なない、自分が爆弾となり爆発する、などのチカラを持つ。実は遠隔操作で操られた死体である。
グレッド・F・バターソン
億万長者の悪魔調律師。なんでも消化できる『魔法の胃袋』を持つ。グルメで、いつも新鮮な食材を求めている。 『食欲王制（トップ・オブ・グルメ）』という魔法を使用する。
雪丸（ゆきまる）
小雪丸の父。忍者。『天災の巻物』を運ぶ任務で、小雪丸を連れてウイザードシティにやって来るがブギーマンの策にはまり、小雪丸だけを逃し囮になる。強力な魔法攻撃を受け、MBIの施設に収容されていたが、魔法が解けた後、『天災の巻物』を使用した悪魔調律師（デーモンチューナー）を倒すために力を貸すようになる。『百鬼夜行』という忍法を使用する。
MBIが定める悪魔調律師ランクは“ジャガーノート”（ウィザードの上）。
ヴィンセント
ウイザーシティを拠点とするギャングのボスの息子。『天災の巻物』を手に入れるため、小雪丸に拷問をする。ブギーマンとの取引に失敗し、父親や仲間とともに殺されかけるが、悪魔調律を施され生き永らえる。

## 悪魔調律師（デーモンチューナー）
人間に“悪魔細胞”と呼ばれる合成された科学物質を与えることにより、魔法の力を持たせる術を『悪魔調律（デーモンチューン）』と呼び、そういった能力をもつ人間のことを悪魔調律師（デーモンチューナー）と呼ぶ。
悪魔調律師のカテゴリーランクは以下の通り。
ジャンキー・クラス
肉体の治りが早い程度の能力をもつ
フーリガン・クラス
肉体を変化させ、悪魔と一体化する能力をもつ。スキニー・ゲートなど。
ウイザード・クラス
肉体の外に悪魔を生み出せる能力をもつ。ビリー=ミラーなど。
ジャガーノート・クラス
ウイザード・クラスの上。雪丸が該当。

## 書誌情報
- 小玉有起 『DEMON TUNE』 集英社〈ジャンプ・コミックス〉、全4巻
  1. 2018年5月7日発行（5月2日発売[1]）、ISBN 978-4-08-881488-9
  2. 2018年9月9日発行（9月4日発売[2]）、ISBN 978-4-08-881571-8
  3. 2019年1月9日発行（1月4日発売[3]）、ISBN 978-4-08-881703-3
  4. 2019年6月9日発行（6月4日発売[4]）、ISBN 978-4-08-881845-0